# Dicranomyia (Peripheroptera) machupichuana
Dicranomyia (Peripheroptera) machupichuana is een tweevleugelige uit de familie steltmuggen (Limoniidae). De soort komt voor in het Neotropisch gebied.